# Confindustria Albania
Confindustria, abbreviazione di Confederazione generale dell'industria italiana, Albania è la principale organizzazione rappresentativa delle imprese manifatturiere e di servizi italiane e shqiptare che operano in Albania. 
Si tratta di un'organizzazione che opera nelle proprie attività in qualità di socio aggregato della Confindustria.
È una persona giuridica senza scopi di lucro costituita ai sensi del Codice Civile della Repubblica d’Albania e della Legge n. 8788 del 7.05.2001 “Per le organizzazioni senza scopo di lucro” emendata. Svolge la propria attività in interesse privato, ad esclusivo beneficio degli associati, ed è iscritta nel Registro delle persone giuridiche senza scopi di lucro, presso il Tribunale Distrettuale di Tirana.

## Obiettivi
Confindustria Albania esprime i suoi scopi principalmente attraverso il perseguimento di tre obiettivi:
- esprimere un’efficace rappresentanza dei Soci in tutte le sedi di interlocuzione esterna;
- assicurare solida identità e diffuso senso di appartenenza alle imprese associate che ad essa fanno riferimento;
- erogare efficienti servizi sia di interesse generale che su tematiche specifiche.

Favorisce il progresso e lo sviluppo delle imprese, stimola la solidarietà e la collaborazione tra le stesse, promuove l’affermazione di un’imprenditorialità improntata al pieno rispetto delle leggi e delle regole; 
Rappresenta, tutela ed assiste nei limiti del presente Statuto le imprese associate nei rapporti con le Istituzioni ed Amministrazioni, con le Organizzazioni economiche, politiche, sindacali e con ogni altra componente della società;
Concorre a promuovere con le Istituzioni e le Organizzazioni economiche, politiche, sociali e culturali iniziative per perseguire più ampie finalità di crescita e sviluppo, fatti salvi l’autonomia e gli interessi dei singoli componenti;
Fornisce servizi di informazione, consulenza ed assistenza alle imprese su tutti i temi inerenti una moderna gestione d’azienda

## Aziende e relazioni con l'Italia
Riunisce più di 170 imprese associate e oltre 15 mila dipendenti. Col suo numero di aziende e gli scambi commerciali (tre miliardi di euro l’anno, in diversi settori), l'Italia è il primo partner commerciale dell'Albania. 
Nel 2024, l’Albania ha importato merci per un valore di quasi 900 milioni di lek, in crescita rispetto al 2023. Le esportazioni, invece sono in leggero calo, ma sono raggiungono circa 400 milioni di lek.

## Sede e Governance
Ha sede a Tirana, in Rruga Themistokli Gërmenji 6. L'attuale Presidente è Davide Rogai. Past President è Sergio Fontana.